# Canal de la riera del Metge
El Canal de la riera del Metge és una obra de Berga protegida com a Bé Cultural d'Interès Local.

## Descripció
Es tracta d'una canalització que ressegueix la riera, l'aigua de la qual s'utilitzava històricament per a fer funcionar els diferents molins instal·lats al llarg de la riera del Metge. La presa on s'inicia la riera està situada a la sortida del congost del Metge, aigües a munt de l'hostal de Guiu.

## Història
Les aigües de la riera de Metge transportades per aquest canal facilitaren la força hidràulica necessària per accionar les màquines que es beneficiaven d'aquesta canalització. Aquesta canalització va permetre la industrialització de Berga i el seu progrés econòmic i social.